# Morkarla församling
Morkarla församling var en församling i Uppsala stift och i Östhammars kommun i Uppsala län. Församlingen uppgick 2010 i Dannemorabygdens församling.

## Administrativ historik
Församlingen har medeltida ursprung och utgjorde under medeltiden ett eget pastorat för att därefter senast från 1500-talet till 1962 vara annexförsamling i pastoratet Alunda och Morkarla. Från 1962 till 2010 var församlingen annexförsamling i pastoratet Film, Dannemora och Morkarla. Församlingen uppgick 2010 i Dannemorabygdens församling.

## Kyrkor
- Morkarla kyrka